# Caudron R.4
Caudron R.4 (oficiálním označením Caudron 40 A.3) byl francouzský dvoumotorový dvouplošný průzkumný letoun z první světové války a předchůdce úspěšné řady letounů, plnící různé role ve francouzském Aéronautique militaire.

## Vývoj
První prototyp byl dokončen v červnu 1915, ale první exempláře byly předány úřadům k hodnocení až v listopadu, když se zjistilo, že je nedostatečně výkonný, trpí špatnou manévrovatelností a nízkým dostupem, což znemožňovalo jeho použití v zamýšlené roli bombardéru. Během vývoje letounu došlo k několika haváriím, z nichž k nejkatastrofálnější pro Caudron došlo 12. prosince 1915, kdy při testování raného sériového letounu zahynul Gaston Caudron. Bylo zjištěno, že tyto havárie byly výsledkem konstrukčních nedostatků, které vyžadovaly podstatné přepracování, zejména nosníků křídla ve střední části. Tyto rekonstrukční práce provedl Henry Potez.
Ačkoliv bratři Caudronové do té doby úzce spolupracovali na konstrukci letadel, podobné typy G.5 a G.6 byly dílem Gastona, zatímco R.4 byl dílem Reného Caudrona. Jednalo se o radikální odklon od jejich stále zastaralejších předchůdců G.3 a G.4, které byly oba konstruovány jako rámové a vzhledem k umístění osádky byly obtížně bránitelné. Naproti tomu R.4 měl aerodynamický trup plné délky, jedinou svislou ocasní plochu a tři kokpity, se střelci vpředu a za křídly, a pilotem těsně za křídlem. Křídla s nestejným rozpětím měla tříkomorový vzpěrový systém na každé polovině, s motory umístěnými na vzpěrách a křidélky pouze na horním křídle. Kromě zdvojených kol hlavních podvozkových noh a ostruhy, mohl být R.4 od ostatních Caudronů rozlišen pomocným příďovým kolem, které bylo běžným rysem francouzských bombardérů a mělo zabránit převrácení na nos v případě tvrdého přistání. Jeho nevýrazná stoupavost a nízký dostup vedly k tomu, že několik letadel bylo testováno s výkonnějšími motory Hispano-Suiza 8Aa o výkonu 150 hp (110 kW). Nový hlavní konstruktér Caudronu, Paul Deville, se poté pustil do práce na dalším zdokonalování designu. Výsledkem by byl Caudron R.11. Zpoždění ve vývoji znamenalo, že první letouny R.4 se dostaly na frontu až koncem roku 1916, takže na začátku října byl ve službě pouze jeden exemplář.

## Historie nasazení
R.4 si vedl dobře v průzkumné roli a podařilo se mu sestřelit značný počet nepřátelských letadel. Při počátečním nasazení si Escadrille C.46 nárokovala 34 německých letadel sestřelených svými R.4 během osmi týdnů, ale bylo jasné, že je nutné zlepšit dostup a zlepšit manévrovatelnost. Výroba R.4 skončila po vyrobení 249 kusů. V průzkumných escadrillách byl v letech 1917 a 1918 postupně nahrazován typy Sopwith 1 A.2, SPAD XI, Breguet 14 a Letord 1.

## Varianty
Caudron R.4
označení společnosti pro letadla s motorem Renault 12Db o výkonu 130 hp (97 kW)
Caudron 40 A.3
oficiální označení STAé (zřídka používané)
Caudron R.19
neoficiální označení pro variantu s motory Renault (zřídka používané)
Caudron R.4 typ 8
neoficiální/firemní označení pro prototyp s motory Hispano-Suiza 8A o výkonu 150 hp (110 kW).
Caudron R.5
prototyp bombardéru s výkonnějšími motory Renault 12Fa o výkonu 230 hp (170 kW)

## Uživatelé
- Francie
  - Aéronautique militaire

## Specifikace

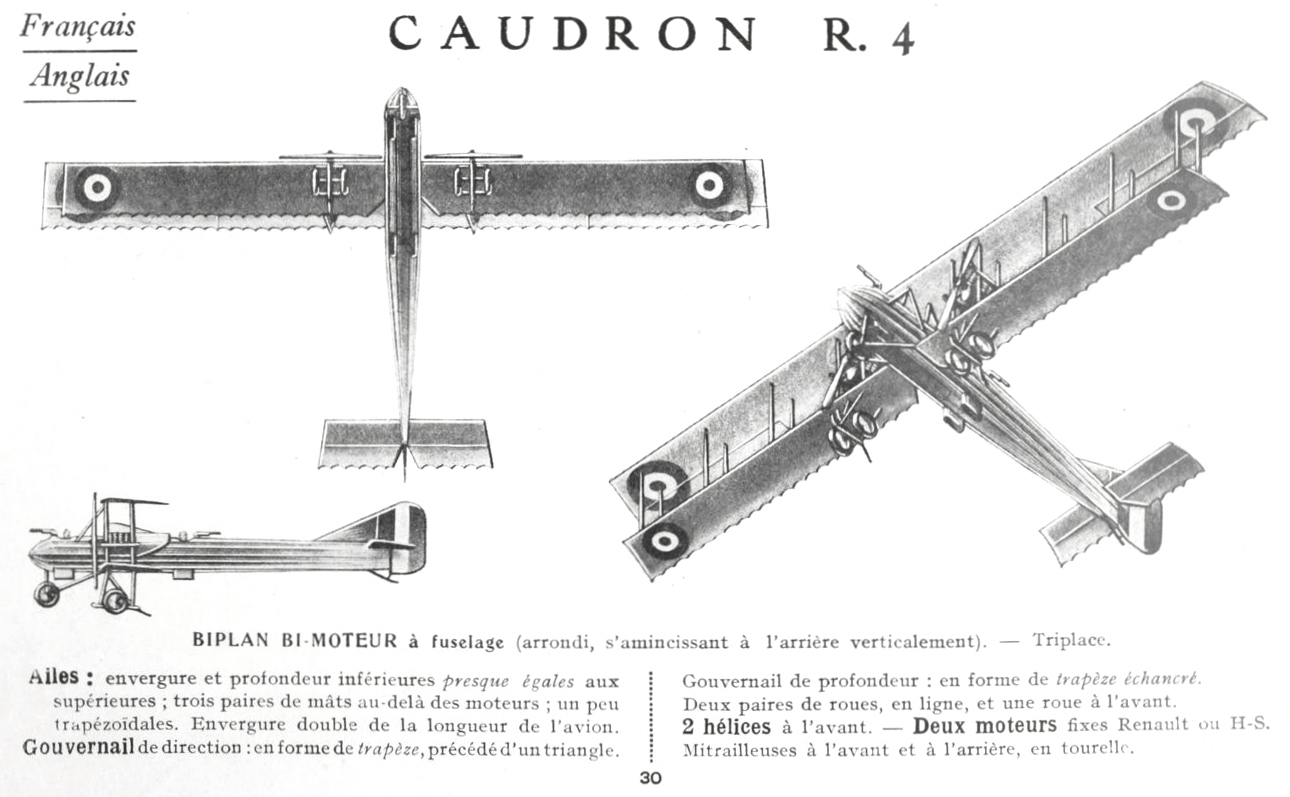
Třípohledový nákres Caudronu R.4

Údaje podle

### Technické údaje
- Posádka: 3 (pilot a dva pozorovatelé/střelci)
- Délka: 11,80 m
- Rozpětí: 21,10 m
- Výška: 3,60 m
- Nosná plocha: 63,16 m²
- Prázdná hmotnost:: 1 720 kg
- Vzletová hmotnost: 2 337  kg
- Pohonná jednotka: 2 × vzduchem chlazený vidlicový dvanáctiválec Renault 12Db
- Výkon pohonné jednotky: 2 × 130 hp (97 kW)

### Výkony
- Maximální rychlost: 130 km/h ve výšce 2000 m
- Dostup: 4 600 m
- Dolet: 500 km
- Vytrvalost: 3 hodiny letu
- Výstup do 2 000 m: 18 minut

### Výzbroj
- 2 × pohyblivý kulomet Lewis ráže 7,7 mm v příďovém střelišti
- 2 × pohyblivý kulomet Lewis ráže 7,7 mm v hřbetním střelišti